# 韩振华 (历史学家)

韩振华

韩振华（1921年—1993年5月28日），男，原籍广东文昌（今属海南），生于福建厦门，中国历史学家，厦门大学教授。长期从事中外交通研究和历史地理考证，特别是在南海史地研究领域。

## 生平
1946年毕业于福建协和大学历史系，1948年从广州中山大学研究生院毕业，获历史学硕士学位，先后在厦门大学历史系、南洋研究所工作。
1993年病逝于厦门。

## 著作年表
- 1948年硕士毕业论文：《贾耽广州通海夷道考》。
- 1950年代：《五代时期的南海贸易》。
- 1957年《公元前二世纪至公元一世纪间中国与印度东南亚的海上交通——汉书地理志粤地条末段考释》，《厦门大学学报(哲学社会科学版)》，1957年02期，ISSN 0438-0460，CN 35-1019/C[4]
- 1981年《七州洋考》，载于厦门大学南洋研究院《南洋问题研究》杂志1981年6月，ISSN 1003-9856 CN 35-1054/C。
- 1992年《中国与东南亚关系史研究》，广西人民出版社，1992年6月，东南亚文丛，  ISBN 9787219020722。
- 1996年《南海诸岛史地研究》，社会科学文献出版社，1996年4月，ISBN 9787800507779。
- 五卷本《韩振华选集》
- 1999年《中外关系历史研究》（韩振华选集之一，陳佳榮﹑錢江編），香港大学亚洲研究中心，1999 年，ISBN 9789628269167。
- 2000年《诸蕃志注补》（韩振华选集之二，陳佳榮﹑錢江編），香港大学亚洲研究中心，2000年。
- 2002年《航海交通贸易研究》（韩振华选集之三，陳佳榮﹑錢江﹑謝方編），香港大学亚洲研究中心，2002年，ISBN 9628269186。
- 2003年《南海诸岛史地论证》（韩振华选集之四，謝方﹑錢江﹑陳佳榮編），香港大学亚洲研究中心，2003年，ISBN 9628269194。
- 2003年《华侨史及古民族宗教研究》（韩振华选集之五，錢江﹑謝方﹑陳佳榮編），香港大学亚洲研究中心，2003年，ISBN 9789628269204。